# Szabadság emlékmű
A Szabadság emlékmű (lettül: Brīvības piemineklis) a lett főváros, Riga központjában található emlékmű, amelyet a lett függetlenségi háború (1918-1920) során elesett katonák tiszteletére állítottak. Az 1935-ben felavatott, 42 méter magas, gránitból, travertin mészkőből és bronzból készült emlékmű gyakran szolgál a rigai nyilvános gyűlések, tüntetések és hivatalos ünnepségek középpontjaként. A műemlék a lett szabadság, függetlenség és szuverenitás fontos szimbólumának számít.
Az emlékmű tizenhárom csoportba rendezett szobrai és domborművei a lett kultúrát és történelmet ábrázolják. Az emlékmű magját egymáson elhelyezkedő, tetragonális alakzatok alkotják, amelyek mérete a csúcs felé haladva csökken, és egy 19 méter magas travertínó oszlop zárja le, amelyen a három aranyozott csillagot emelő Szabadság alakja látható. Az emlékmű koncepciója először az 1920-as évek elején merült fel, amikor Zigfrīds Anna Meierovics lett miniszterelnök elrendelte, hogy készítsenek elő egy emlékoszlop tervpályázatra szóló kiírást. Több pályázatot követően az emlékművet végül az 1930-as évek elején építették meg a Mirdzi kā zvaigzne! (Ragyogj, mint egy csillag!) tematika szerint, amelyet Kārlis Zāle lett szobrászművész nyújtott be. Az építési munkálatokat magánadományokból finanszírozták.
Lettország 1940-es szovjet megszállása után az államot a Szovjetunióhoz csatolták, és a Szabadság emlékmű lebontását is fontolóra vették, de erre nem került sor. A neves szovjet szobrásznak, Vera Ignatyjevna Muhinának tulajdonítják néha az emlékmű megmentését, mivel úgy vélte, hogy az magas művészi értéket képvisel. Amikor 1963-ban ismét felmerült a lebontás kérdése, a szovjet hatóságok elutasították azt, mivel az emlékmű lerombolása mély felháborodást és feszültséget okozott volna a társadalomban. A szovjet korszakban a nagyközönség számára a nemzeti függetlenség szimbóluma maradt, 1987. június 14-én mintegy 5000 ember gyűlt össze az emlékműnél, hogy virágot helyezzen el. Ez a gyűlés megújította a nemzeti függetlenségi mozgalmat, amely három évvel később, a Szovjetunió felbomlása után a lett szuverenitás helyreállításában csúcsosodott ki.
A Szabadság emlékmű tetején álló női alakot a helyiek szeretetteljesen Mildának becézik, mivel Arvydas Juozaitis litván író szerint a szobor modellje egy Rigában élő litván nő, Milda Jasikienė volt, azonban a rigai műemlék hivatal szerint ezt az állítást nem támasztják alá történelmi feljegyzések.

## Leírása
A Szabadság emlékmű tizenhárom csoportba rendezett szobrai és domborművei a lett kultúrát és történelmet ábrázolják. Az emlékmű magját egymásra helyezett, tetragonális alakzatok alkotják, amelyek mérete a csúcs felé csökken. Az emlékmű talapzata körül két 1,7 méter magas és 4 méter magas travertínó dombormű között egy tíz lépcsőfokból álló, 1,8 méter magas, vörös gránit lépcső fog közre. Mellette az 5 méter széles és 3 méter magas domborművek, a Lett lövészek (13; lettül: Latvju strēlnieki) és Lett nép: az énekesek (14; lettül: Latvju tauta - dziedātāja) íszítik a talapzat oldalait. 2 további lépcsőfok alkotja a 28 méter átmérőjű kerek emelvényt, amelyen az egész emlékmű áll. Az emlékmű elején ez az emelvény egy téglalapot alkot, amelyet ceremoniális megemlékezések során használnak. Az emlékmű alapját, amely szintén vörös gránitból készült, két téglalap alakú tömb alkotja: az alsó egy 3,5 méter magas, 9,2 méter széles és 11 méter hosszú monolit, míg a kisebb felső tömb 3,5 méter magas, 8,5 méter széles és 10 méter hosszú, sarkaiban kerek fülkék vannak, amelyekben egy-egy három alakból álló szoborcsoport található. Oldalai szintén travertínóval burkoltak.
Az emlékmű homlokzatán, a Munka (10; egy halászt, egy kézművest és egy földművest ábrázoló csoport között ábrázolt allegorikus alak, aki középen áll, kezében tölgyfalevelekkel és makkokkal díszített kaszával, amely az erőt és a férfiasságot jelképezi) és A haza őrei (9; egy ősi lett harcost ábrázol, aki két térdelő modern katona között áll) között, az egyik travertínó táblára Kārlis Skalbe lett író dedikációját faragták (6; lettül: Tēvzemei un Brīvībai). A travertínó elemek oldalain két dombormű található: az 1905 (7; az 1905-ös orosz forradalomra utalva), és A bermontiak elleni csata a vashídon (8; lettül: Cīņa pret bermontiešiem uz Dzelzs tilta, a lett függetlenségi háború döntő rigai csatájára utalva). Az emlékmű hátoldalán további két szoborcsoport található: a Család (12; lettül: Ģimene, egy anya áll két gyermeke között) és a Tudósok (11; lettül: Gara darbinieki, egy balti pogány pap, kezében görbe bottal, modern tudós és író alakjai között áll). A vörös gránit talapzaton még egy téglalap alakú, 6 méter magas és széles, 7,5 méter hosszú tömb áll, amelyet négy darab 5,5-6 méter magas, szürke gránitból készült szoborcsoport vesz körül: Lettország (2; Latvija), Lāčplēsis (3; a medveölő figurája egy epikus lett népi hős, valamint Andrejs Pumpurs legfőbb műve), Vaidelotis (5; egy balti pogány pap) és a Lánctörők (4; Važu rāvēji; három láncra vert férfi próbál kiszabadulni láncaikból).

## Elhelyezkedése
Az emlékmű Riga központjában, a Brīvības bulvāris (Szabadság sugárút) mentén, Riga óvárosának közelében található. 1990-ben az emlékmű körül az utca egy körülbelül 200 méter hosszúságú, a Rainis és az Aspazija körút közötti szakaszát a gyalogosforgalom számára adták át, és így egy teret alakítottak ki. Ennek egy része magában foglal egy hidat a város csatornája felett, amely egykor a város erődítési rendszerének része volt, és amelyet a 19. században lebontottak, hogy megépítsék a modern körúti negyedet. A csatorna 3,2 kilométer hosszú, és hosszának felénél parkos terület veszi körül. Az erődítmény lebontásából származó földet a parkban gyűjtötték össze, és ma az emlékműtől északra egy mesterséges dombot alkot egy kisebb vízeséssel. A parktól keletre fekvő körúti negyedben több nagykövetség és intézmény található, amelyek közül a Szabadság emlékműhöz legközelebb a német és a francia nagykövetség, a Lett Egyetem és az 1. számú Rigai Állami Gimnázium található.
A parkban az emlékműtől délre található a Nemzeti Operaház, előtte virágoskert és szökőkút található. Az Operaházzal szemben, a tér nyugati részén, az óvároshoz közeli téren egy kis kávézó és a Laima óra található. Az órát 1924-ben állították fel, 1936-ban pedig a lett Laima édességmárka reklámjával díszítették, amelyről a nevét is kapta, és a mai napig népszerű találkozóhely. Eredetileg úgy tervezték, hogy az emlékmű lábánál egy ellipszis alakú teret alakítanak ki, amelyet egy 1,6 méter magas gránitfal zár körül, benne padokat helyeznek el, kívülről pedig tujasövényt ültetnek köré. Ez a terv azonban az 1930-as években nem valósult meg. Az ötletet az 1980-as években újragondolták, de ismét félretették.

## Építése
A lett függetlenségi háborúban elesett katonák tiszteletére állítandó emlékmű építésének ötlete először az 1920-as évek elején merült fel. Zigfrīds Anna Meierovics lett miniszterelnök 1922. július 27-én elrendelte egy „emlékoszlop” tervpályázat szabályainak kidolgozását. A pályázat nyertese egy 27 méter magas oszlopot javasolt, amely Lettország hivatalos jelképeinek domborműveivel, valamint Krišjānis Barons és Atis Kronvalds domborműveivel lett volna díszítve. A pályázatot később 57 művész tiltakozását követően elutasították. 1923 októberében új pályázatot hirdettek, először használva a „Szabadság emlékmű” kifejezést. A pályázat két győztessel zárult, és 1925 márciusában újabb zárt pályázatot hirdettek, de a zsűriben kialakult nézeteltérések miatt nem született eredmény. 
Végül 1929 októberében hirdették meg az utolsó versenyt. A győztes a „Ragyogj, mint egy csillag!” (lettül: Mirdzi kā zvaigzne!) jeligéjű terv lett, Kārlis Zāle szobrászművész alkotása, aki a korábbi versenyeken is sikerrel szerepelt. A szerző és a felügyelő építész, Ernests Štālbergs kisebb korrekcióiat követően 1931. november 18-án megkezdődött az építkezés. 1931-ben magánadományokból finanszírozott emlékművet az óváros bejáratánál állították fel, ugyanazon a helyen, ahol 1910-től az első világháború kitöréséig Riga korábbi központi emlékműve, Nagy Péter orosz cár bronz lovasszobra állt. 1935-ben, az emlékmű leleplezésének évében kiszámították, hogy az építkezés négy éve alatt 308 000 munkaórára volt szükség csak a kőanyagok megmunkálásához: 130 évre lett volna szükség, ha egy ember az akkori legmodernebb eszközökkel végezte volna el a munkát. A felhasznált anyagok össztömege körülbelül 2500 tonna volt: ekkora mennyiségű anyag vasúti szállítása esetén körülbelül 200 tehervagonra lett volna szükség.

## Díszőrség

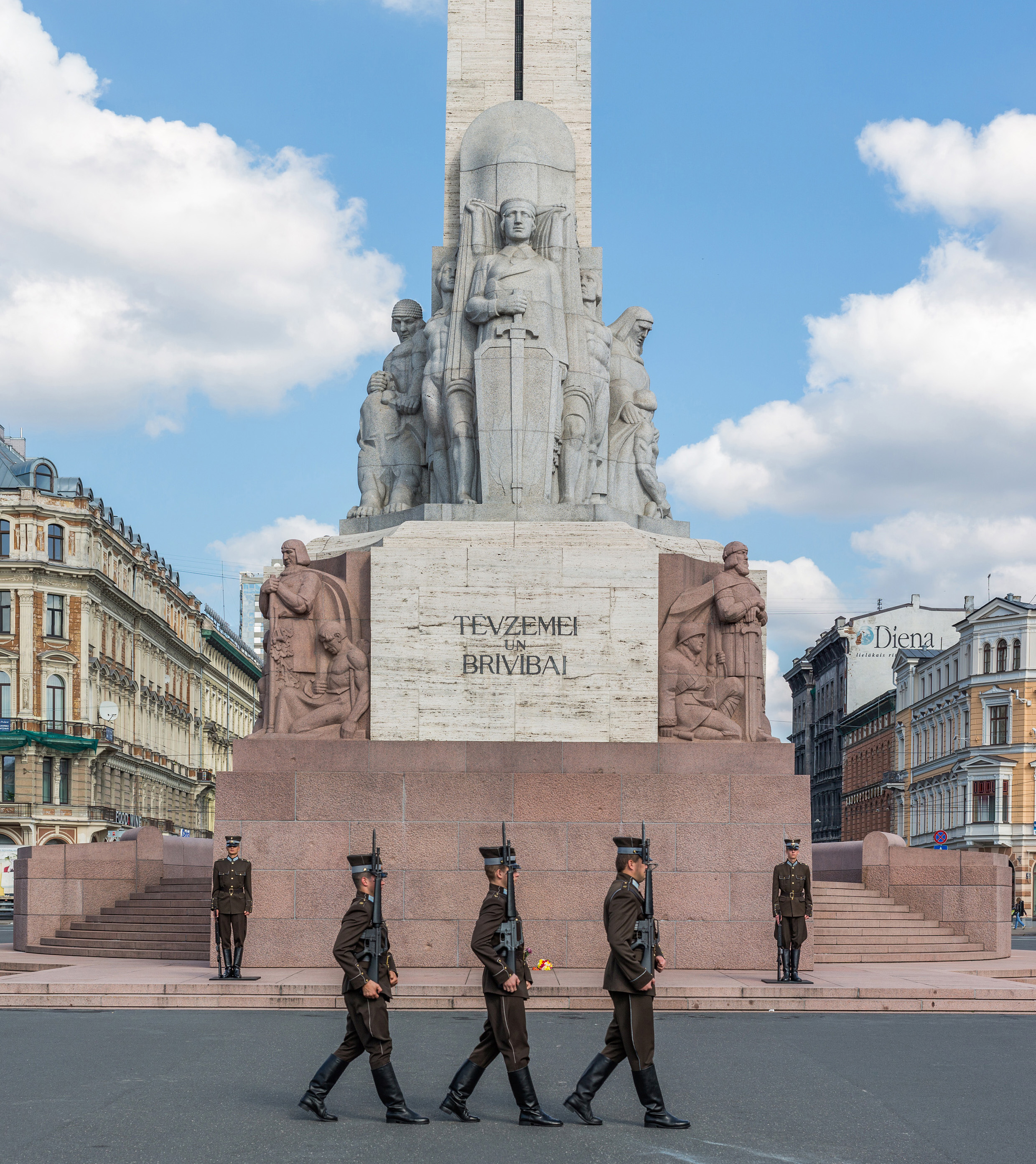
Őrségváltás az emlékmű előtt

A díszőrség az emlékmű leleplezésétől 1940-ig volt jelen, majd nem sokkal Lettország megszállása után megszüntették. 1992. november 11-én újították fel a hagyományokat az ország függetlenedése után. Az őrök a Lett Nemzeti Fegyveres Erők Törzsszászlóalj díszőr századának (Nacionālo Bruņoto spēku Štāba bataljona Goda sardzes rota) katonái. Rossz időjárási körülmények között, valamint -10 °C alatti vagy 25 °C feletti hőmérséklet esetén az őrségnek nem kell szolgálatot teljesítenie. Az őrség heti két műszakban dolgozik, három-négy őrpár óránként váltja egymást az őrség vezetőjének parancsnoksága alatt zajló szertartáson. Rajtuk kívül minden műszakhoz két őrszem is tartozik, akik a díszőrség biztonságára vigyáznak.
Általában reggel 9 és este 6 óra között óránként váltják egymást az őrök. Egy óra őrség után az őröknek két óra szabadidejük van, amelyet a védelmi minisztériumban lévő szobájukban töltenek. 2004 szeptembere óta az őrök félóránként járőröznek is az őrségük alatt: az emlékmű tövétől indulnak el, és kétszer végigvonulnak az emlékmű mindkét oldalán, majd visszatérnek a helyükre. Az őröknek legalább 1,82 méter magasnak és jó egészségnek kell lenniük, mivel fél órán át kell mozdulatlanul állniuk.

## Fordítás
- Ez a szócikk részben vagy egészben  a   Freedom Monument című angol Wikipédia-szócikk ezen változatának fordításán alapul.  Az eredeti cikk szerkesztőit annak laptörténete sorolja fel. Ez a jelzés csupán a megfogalmazás eredetét és a szerzői jogokat jelzi, nem szolgál a cikkben szereplő információk forrásmegjelöléseként.